# Зубахи
Зуба́хи — село в Україні, у Ріпкинській селищній громаді Чернігівського району Чернігівської області. Населення становить 88 осіб. До 2020 орган місцевого самоврядування — Петрушівська сільська рада.

## Історія
У селі 17 листопада 2008 року з нагоди 75-их роковин відкрито пам'ятний знак жертвам комуністичного голодомору
12 червня 2020 року, відповідно до розпорядження Кабінету Міністрів України № 730-р «Про визначення адміністративних центрів та затвердження територій територіальних громад Чернігівської області», увійшло до складу Ріпкинської селищної громади.
19 липня 2020 року, в результаті адміністративно - територіальної реформи та ліквідації Ріпкинського району, село увійшло до складу Чернігівського району Чернігівської області.

## Населення

### Мова
Розподіл населення за рідною мовою за даними перепису 2001 року:
| Мова       | Кількість | Відсоток |
| ---------- | --------- | -------- |
| українська | 87        | 98.86%   |
| російська  | 1         | 1.14%    |
| Усього     | 88        | 100%     |